# غرومان سي-2 قريهوند
غرومان سي-2 قريهوند (بالإنجليزية: Grumman C-2 Greyhound)‏ هي طائرة شحن بمحركين أنتجت في 1965 بالولايات المتحدة. من صناعة غرومان. كانت تستخدم بشكل أساسي من قبل بحرية الولايات المتحدة. كان أول طيران لها في 18 نوفمبر 1964. دخلت الخدمة في 1966، انتهت خدمتها في 1987. صنع منها 58 طائرة، وسعر الطائرة الواحدة منها هو 38.96 مليون دولار.

## الأصل
طائرة الغرومان سي-2 قريهوند هي شقيقة الطائرة إي - 2 هوك آي.